# اسلحه‌های آکیمبو
اسلحه‌های آکیمبو (انگلیسی: Guns Akimbo) فیلمی اکشن کمدی محصول ۲۰۱۹ به کارگردانی جیسن لی هاودن است. بازیگران دنیل ردکلیف، سامارا ویوینگ، ناتاشا لیو بوردیزو، گرانت باولر و ریس داربی هستند.
این فیلم نخستین بار در جشنواره فیلم تورنتو سال ۲۰۱۹ اکران شد و در ۵ مارس ۲۰۲۰ در نیوزیلند به روی پرده رفت. به علت دنیاگیری کووید-۱۹، تنها پس از سه هفته از اکران سینمایی در به شکل دیجیتال در اینترنت منتشر شد.